# Близнец, Иван Анатольевич
Иван Анатольевич Близнец (род. 11 апреля 1954 года в д. Короватичи Речицкого района Гомельской области) — российский правовед. Действительный государственный советник Российской Федерации 3 класса. Доктор юридических наук, профессор. Бывший ректор Российской государственной академии интеллектуальной собственности.

## Биография
После окончания в 1971 году средней школы, служил в армии, работал на АЗЛК. В 1978 году окончил вечерний Автомеханический техникум. В 1983 г. окончил Всесоюзный юридический заочный институт по специальности «правоведение».
Возглавлял Правовой департамент Министерства печати РФ, занимал должности заместителя председателя Правления Российского авторского общества, заместителя руководителя Федеральной службы России по телевидению и радиовещанию, заместителя генерального директора Российского агентства по патентам и товарным знакам. Был проректором по международным связям Института международного права и экономики им. А. С. Грибоедова. Член Судебной палаты по информационным спорам при Президенте Российской Федерации (с 2000 г.). Работал также референтом помощника Президента Российской Федерации.
До 2020 года ректор Российской государственной академии интеллектуальной собственности (РГАИС). Автор учебника «Авторское право и смежные права» (совместно с К. Б. Леонтьевым).
Член Союза журналистов России.

## Научная деятельность
В 1997 году защитил в Российском университете дружбы народов кандидатскую диссертацию «Конституционно-правовая и международно-правовая защита интеллектуальной собственности»; в 2003 году — докторскую диссертацию «Право интеллектуальной собственности в Российской Федерации: Теоретико-правовое исследование» в Российской академии государственной службы при Президенте РФ.
Является членом редакционных коллегий и редакционных советов ряда научных журналов, в том числе Всероссийского научно-практического журнала «Правовая инициатива».